# Lucia Bosè
Lucia Bosè (Milão, 8 de janeiro de 1931 - Segóvia, 23 de março de 2020) foi uma miss e atriz italiana muito presente nos filmes neorrealistas da década de 1950. É mãe de Miguel Bosé.

## História
Quando tinha 16 anos e trabalhava numa pastelaria, o cineasta Luchino Visconti avistou-a atrás do balcão de atendimento e falou-lhe que com sua aparência, poderia trabalhar no cinema. Em 1947, ganhou o Miss Itália. No final da década de 1940, por intermédio de Visconti, foi convidada para participar de um curta-metragem de Dino Risi. Sua atuação chamou a atenção de Giuseppe De Santis que a escalou no seu filme "Non c'è pace tra gli ulivi".
Em seu currículo estão várias atuações em filmes de Luis Buñuel, Federico Fellini e era a atriz preferida de Michelangelo Antonioni, um dos grandes cineastas do neorrealismo.

## Morte
A atriz morreu na Espanha, aos 89 anos, no dia 23 de março de 2020, em decorrência de uma pneumonia.